# Mimino Usaburō
Mimino Usaburō (japanisch 耳野 卯三郎; geboren 12. November 1891 in der Präfektur Osaka; gestorben 15. März 1974) war ein japanischer Maler im Yōga-Stil.

## Leben und Wirken
Mimino Usaburō machte 1916 seinen Abschluss in der Abteilung für Westliche Malerei an der „Tōkyō bijutsu gakkō“ (東京美術学校), einer der Vorläufereinrichtungen der heutigen Universität der Künste Tokio.
Er wurde Mitglied der Künstlervereinigung „Kōfūkai“ (光風会) und stellte viele Jahre auf der staatlichen „Bunten“ und deren Nachfolgeeinrichtungen aus.
Ab der späten Taishō- bis in die beginnenden Shōwa-Zeit zeichnete Mimino für „Kodomo no kuni“ (コドモノクニ), „Yōnen kurabu“ (幼年倶楽部) und andere Magazine Kinderbilder. Für sein Bild „Seibutsu“ (静物) – „Stillleben“, das er auf der 4. „Nitten“ 1961 wurde er 1962  mit dem Preis der Japanischen Akademie der Künste ausgezeichnet. Weitere Werke sind u. a. „Shōjo to neko“ (少女と猫) – „Mädchen und Katze“ und „Midori koromo“ (緑衣) – „Das grüne Kleid“.